# Raimondo Capizucchi
Raimondo Capizucchi (al secolo Camillo Biagio; Roma, 7 novembre 1615 – Roma, 22 aprile 1691) fu un religioso domenicano che venne nominato cardinale da papa Innocenzo XI.

## Biografia
Camillo Capizucchi (o Cappisucchi) nacque a Roma nel 1615 ed era un rampollo della nobile famiglia Capizucchi, una delle casate più antiche della nobiltà Romana. Era il primo dei nove figli (tre fratelli e sei sorelle, divenute tutte suore) del marchese Paolo Capizucchi e di Ortensia Marescotti.

## Formazione
Entrò nell'Ordine domenicano nel convento di Santa Maria sopra Minerva, cambiando il suo nome di battesimo in quello religioso di Raimondo. Venne ordinato sacerdote.

## Carriera
Sotto i pontificati di Alessandro VII e Clemente IX, ricoprì diverse cariche presso la Curia Romana: fu segretario della Congregazione dell'Indice (dal 1650) e maestro del Sacro Palazzo (dal 1654)
Papa Innocenzo XI, nel concistoro del 1º settembre 1681, lo elevò al rango cardinalizio con il titolo di cardinale presbitero di Santo Stefano al Monte Celio; sei anni dopo egli optò per il titolo di Santa Maria degli Angeli.
Partecipò al conclave del 1689 ed il suo nome fu fatto tra quelli dei papabili. Non partecipò al conclave del 1691, perché già gravemente malato e difatti morì il 22 aprile 1691 all'età di 75 anni, prima della chiusura del conclave stesso.

## Ascendenza
|                                                        |                                            |                                                      | Genitori                                   |  |  | Nonni |  |  | Bisnonni                           |  |  | Trisnonni                                 |  |
|                                                        |                                            |                                                      |                                            |  |  |       |  |  | Marcello Capizucchi, nobile romano |  |  | Pietro Ludovico Capizucchi, nobile romano |  |
|                                                        |                                            |                                                      |                                            |  |  |       |  |  | Marcello Capizucchi, nobile romano |  |  | Pietro Ludovico Capizucchi, nobile romano |  |
|                                                        |                                            | Livia Paola Mazzatosta                               |                                            |  |  |       |  |  | Marcello Capizucchi, nobile romano |  |  |                                           |  |
| Mario Capizucchi, marchese di Poggio Catino            |                                            |                                                      |                                            |  |  |       |  |  | Marcello Capizucchi, nobile romano |  |  |                                           |  |
|                                                        |                                            | Lavinia Incoronati                                   | Bernardino Incoronati                      |  |  |       |  |  |                                    |  |  |                                           |  |
|                                                        |                                            | Lavinia Incoronati                                   | Bernardino Incoronati                      |  |  |       |  |  |                                    |  |  |                                           |  |
|                                                        |                                            | Lavinia Incoronati                                   | Cornelia Conti                             |  |  |       |  |  |                                    |  |  |                                           |  |
| Paolo Capizucchi, marchese di Poggio Catino e Montieri |                                            | Lavinia Incoronati                                   |                                            |  |  |       |  |  |                                    |  |  |                                           |  |
|                                                        |                                            | Angelo Capranica                                     | Camillo Capranica                          |  |  |       |  |  |                                    |  |  |                                           |  |
|                                                        |                                            | Angelo Capranica                                     | Camillo Capranica                          |  |  |       |  |  |                                    |  |  |                                           |  |
|                                                        |                                            | Angelo Capranica                                     | …                                          |  |  |       |  |  |                                    |  |  |                                           |  |
| Ortensia Capranica                                     |                                            | Angelo Capranica                                     |                                            |  |  |       |  |  |                                    |  |  |                                           |  |
|                                                        |                                            | Marzia Cancellieri del Bufalo                        | Cristoforo Cancellieri del Bufalo          |  |  |       |  |  |                                    |  |  |                                           |  |
|                                                        |                                            | Marzia Cancellieri del Bufalo                        | Cristoforo Cancellieri del Bufalo          |  |  |       |  |  |                                    |  |  |                                           |  |
|                                                        |                                            | Marzia Cancellieri del Bufalo                        | Semidea Cesarini                           |  |  |       |  |  |                                    |  |  |                                           |  |
| Raimondo Capizucchi                                    |                                            | Marzia Cancellieri del Bufalo                        |                                            |  |  |       |  |  |                                    |  |  |                                           |  |
|                                                        | Alfonso Marescotti, II conte di Vignanello | Sforza Marescotti, I conte di Vignanello             |                                            |  |  |       |  |  |                                    |  |  |                                           |  |
|                                                        | Alfonso Marescotti, II conte di Vignanello | Sforza Marescotti, I conte di Vignanello             |                                            |  |  |       |  |  |                                    |  |  |                                           |  |
|                                                        | Alfonso Marescotti, II conte di Vignanello | Ortensia Baglioni                                    |                                            |  |  |       |  |  |                                    |  |  |                                           |  |
| Marcantonio Marescotti, III conte di Vignanello        | Alfonso Marescotti, II conte di Vignanello |                                                      |                                            |  |  |       |  |  |                                    |  |  |                                           |  |
|                                                        |                                            | Giulia Baglioni                                      | Alberto Baglioni, conte di Castel di Piero |  |  |       |  |  |                                    |  |  |                                           |  |
|                                                        |                                            | Giulia Baglioni                                      | Alberto Baglioni, conte di Castel di Piero |  |  |       |  |  |                                    |  |  |                                           |  |
|                                                        |                                            | Giulia Baglioni                                      | …                                          |  |  |       |  |  |                                    |  |  |                                           |  |
| Ortensia Marescotti                                    |                                            | Giulia Baglioni                                      |                                            |  |  |       |  |  |                                    |  |  |                                           |  |
|                                                        |                                            | Pierfrancesco II "Vicino" Orsini, signore di Bomarzo | Gian Corrado Orsini, signore di Bomarzo    |  |  |       |  |  |                                    |  |  |                                           |  |
|                                                        |                                            | Pierfrancesco II "Vicino" Orsini, signore di Bomarzo | Gian Corrado Orsini, signore di Bomarzo    |  |  |       |  |  |                                    |  |  |                                           |  |
|                                                        |                                            | Pierfrancesco II "Vicino" Orsini, signore di Bomarzo | Clarice Orsini di Monterotondo             |  |  |       |  |  |                                    |  |  |                                           |  |
| Ottavia Orsini di Bomarzo                              |                                            | Pierfrancesco II "Vicino" Orsini, signore di Bomarzo |                                            |  |  |       |  |  |                                    |  |  |                                           |  |
|                                                        |                                            | Giulia Farnese                                       | Galeazzo I Farnese, I duca di Latera       |  |  |       |  |  |                                    |  |  |                                           |  |
|                                                        |                                            | Giulia Farnese                                       | Galeazzo I Farnese, I duca di Latera       |  |  |       |  |  |                                    |  |  |                                           |  |
|                                                        |                                            | Giulia Farnese                                       | Isabella dell'Anguillara                   |  |  |       |  |  |                                    |  |  |                                           |  |
|                                                        |                                            | Giulia Farnese                                       |                                            |  |  |       |  |  |                                    |  |  |                                           |  |